# John Tucker Must Die
John Tucker Must Die (Brasil: Todas Contra John / Portugal: Elas Querem Matar John) é um filme estadunidense de 2006 do género comédia romântica.

## Enredo
John Tucker (Jesse Metcalfe) é o garoto mais popular do colégio, o melhor do time de basquete, e o mais bonito, com isso, sendo também o mais galinha mantendo três relacionamentos com garotas de "tribos" diferentes: a líder de torcida Heather (Ashanti), a jornalista Carrie (Arielle Kebbel) e a vegetariana Beth (Sophia Bush). Casualmente, numa aula de educação física as três descobrem que namoravam o mesmo cara e que foram enganadas por ele. Com o coração partido e agora unidas, elas bolam um plano de vingança, com a ajuda de Kate Spencer (Brittany Snow), que é especialista em tipos como John pelo fato de sua mãe se envolver com homens "pula fora", com ajuda das três garotas, Kate consegue que John se apaixone por ela, mas será que ela terá coragem de partir o coração dele?

## Elenco
- Jesse Metcalfe como John Tucker
- Brittany Snow como Kate Spencer
- Arielle Kebbel como Carrie
- Ashanti como Heather
- Sophia Bush como Beth
- Penn Badgley como Scott Tucker
- Jenny McCarthy como Lori Spencer
- Amber Borycki como Jennifer
- Meghan Ory como Jill
- Chelan Simmons como Garçonete Chorando
- Amanda Crew como Menina no Corredor
- Greg Cipes como Homem na partida
- Archie Hahn como Professor
- Taylor Kitsch como Justin
- Kevin McNulty como Treinador de basquete
- Patricia Drake como Treinadora Williams

## Recepção

### Bilheteria
O filme teve sua pré-estréia no Grauman's Chinese Theatre. Em seu fim de semana de estreia, arrecadou um total de US$ 14,3 milhões, ficando em terceiro lugar nas bilheterias daquele fim de semana. O filme arrecadou US$ 41,9 milhões nos Estados Unidos e Canadá, e um total de US$ 68,8 milhões em todo o mundo.

### Critica
John Tucker Must Die teve uma recepção mista para negativa por parte da crítica especializada. Com índice de 26% em base de 93 críticas, o Rotten Tomatoes publicou um consenso: "Esta comédia adolescente derivativa tenta ir para bonito quando poderia usar mais garra". Por comparação no Metacritic tem uma pontuação de 41 em 100, com base de 27 avaliações profissionais. A atuação de Jenny McCarthy no filme lhe rendeu uma indicação ao Framboesa de Ouro de Pior Atriz Coadjuvante.

## Sequência
Em março de 2024, durante um painel no Epic Cons Chicago, Jesse Metcalfe, Sophia Bush e Arielle Kebbel, revelaram que existem conversas sobre uma sequencia, que envolve todo o elenco original, e que um roteiro já está pronto.